# Al-Husayn II ibn Mahmud
Al-Hussayn II ibn Mahmud (àrab: أبو محمد حسين باشا باي, Abū Muḥammad Ḥusayn Bāxā Bāy) (Tunis, 5 de març de 1784 - 20 de maig de 1835) fou bei de Tunis, de la dinastia husaynita de Tunísia, del 1824 a 1835. Era el fill gran de Mahmud ibn Muhàmmad i fou designat príncep hereu el 20 de febrer de 1815. Va succeir el seu pare quan va morir el 28 de març de 1824. Va donar suport a l'Imperi Otomà en les diverses fases de l'anomenada qüestió d'Orient. La seva participació, que va consistir en l'enviament d'uns vaixells, va acabar amb la destrucció de la flota pels anglorussos a batalla de Navarino el 1827 (només es van salvar dos vaixells tunisians). Llavors va comunicar a França que observaria una estricta neutralitat en el seu conflicte amb Alger. Els francesos van ocupar Alger el juliol de 1830; la població reclamava la guerra santa però el bey aconsellava mantenir la calma. El 8 d'agost de 1830 va signar un tractat amb França que confirmava l'abolició de l'esclavatge, la llibertat de comerç dels estrangers a la regència i la supressió del costum dels regals i donacions que s'acostumava a donar als bey i als seus ministres per part dels europeus; a més a més en un apartat secreta el bey li va cedir al rei de França un terreny a Carthage per l'emplaçament d'una catedral en honor de Sant Lluís de França (Lluís IX). El 1831 va rebre el grau de general de divisió de l'exèrcit otomà. Des de 1831 la influència europea es va fer notar a Tunísia.
Va voler intervenir militarment a la Tripolitana després dels incidents al territori entre 1832 i 1835, però la Porta va imposar l'administració provincial directe i va tallar de soca-rel la seva pretensió. A la seva mort el 20 de maig del 1835 el va succeir el seu germà Mustafà ibn Mahmud.

## Bandera

Estendard del bey de Tunis segons el model del Museu de l'Exèrcit

El 20 d'octubre de 1827, després de la destrucció de la seva flota a Navarino, Husayn II va decidir crear una bandera per les naus per distingir-les de les d'altres estats. La bandera es va crear el 1831. Un estendard personal li és atribuït. Segons Witney Smith el model bàsic fou el mateix entre 1830 i 1856, però hi ha nombrosos pavellons amb variacions un de l'altra, sent alguns molt elaborats amb gran nombre d'estels (entre 24 i 96 estels) i discs.

## Descendència
Va tenir nou fills mascles (a més de set filles):
- Muhammad II ibn al-Husayn o M'hamed Pasha/Bey
- Muhammad III al-Sadik
- Sidi Abu Muhammad Hammuda Bey (1816-1863) príncep hereu
- Abu l-Hasan Ali III ibn al-Husayn
- Sidi Muhammad al-Ma'mun (Mimoune Bey, 1819-1861) pare de Muhammad VI al-Habib (Lahbib Pasha/Bey)
- Sidi Muhammad al-Taib Bey (1822-3 de desembre de 1898), hereu amb el títol de bey al-Mahalla de l'1 de novembre de 1882 a la seva mort.
- Sidi Muhammad al-Amin Bey (1827-1878)
- Sidi Muhammad al-Tahir (Tahar Bey, 1828-1871)
- Sidi Muhammad al-Adil (Mohamed El-Adel Bey, 1831-7 de novembre de 1867) revoltat contra el seu germà Muhammad II ibn al-Husayn el 1865, arrestat i empresonat al Bardo on va morir potser enverinat.